# Hồ Czorsztyn
Hồ Czorsztyn (tiếng Ba Lan: Jezioro Czorsztyńskie) là một hồ chứa nhân tạo trên sông Dunajec, miền nam Ba Lan, giữa dãy núi Pieniny và dãy núi Gorce. Nó nợ sự tồn tại của nó với một con đập, nằm ở làng Niedzica.
Con đập được hoàn thành vào năm 1995. Các thông số của nó là: chiều cao là 56 mét (184 ft), chiều dài là 400 mét (1.300 ft) và chiều rộng trên đỉnh là 7 mét (23 ft). Hồ có diện tích từ 4,15 kilômét vuông (1,60 dặm vuông Anh) đến 13,35 kilômét vuông (5,15 dặm vuông Anh). Thông thường, diện tích của hồ là khoảng 11 kilômét vuông (4,2 dặm vuông Anh), với chiều dài là 9 kilômét (5,6 mi) và chiều rộng kà 1,5 kilômét (0,93 mi). Độ sâu tối đa là 50 mét (160 ft) và độ sâu trung bình là 17,6 mét (58 ft). Tổng chiều dài của bờ là 29,7 kilômét (18,5 mi). Bên dưới đập có một hồ Sromowce nhỏ hơn nhiều, điều chỉnh mực nước của hồ Czorsztyn.
Mục đích chính của hồ chứa là để ngăn lũ lụt trong thung lũng sông Dunajec. Hơn nữa, nó thu hút một lượng khách du lịch ngày càng tăng. Con đập được trang bị một nhà máy điện có công suất 92 megawatt. Hồ nằm gần một số điểm du lịch nổi tiếng, như Công viên quốc gia Pieniny, Lâu đài Niedzica, Lâu đài Czorsztyn và làng du lịch Kluszkowce. Trong số các ngôi làng nằm cạnh hồ Czorsztyn là Niedzica, Falsztyn, Frydman, Dębno Podhalańskie, Maniowy, Kluszkowce và Czorsztyn.